# Дуэль (фильм, 1971, Гонконг)
«Дуэль» (кит. трад. 大決鬥, упр. 大决斗, палл. Да цзюэ доу, англ. The Duel) — гонконгский фильм режиссёра Чжан Чэ по сценарию Цю Ганцзяня, вышедший в 1971 году. Главные роли исполнили Ти Лун, Ван Пин, Юй Хуэй и Дэвид Цзян.

## Сюжет
Тан Жэньцзе и его старший брат Тан Жэньлинь — приёмный сын лидера триады Шэнь Тяньхуна и подручный соответственно. Шэнь участвует в разборке против лидера другой триады Лю Шоуи, где обоих убивают. Тан Жэньцзе берёт на себя вину за преступления своего брата и Гань Вэньбиня и бежит в Цзяннань.
Тем не менее, Гань неоднократно посылает убийц к Тан Жэньцзе, заняв место Шэня и прогнав Тан Жэньлиня. С помощью Цзяньнаня Жэньцзе убивает Ганя, но затем оба погибают от ранений.

## В ролях
- Ти Лун — Тан Жэньцзе
- Ван Пин[англ.] — Худе
- Юй Хуэй — Сю
- Дэвид Цзян — Цзяньнань
- Чуань Юань[кит.] — Гань Вэньбинь
- Ян Чжицин[кит.] — Шэнь Тяньхун
- Ку Фэн — Тан Жэньлинь
- Чжэн Канъе — Сяомао
- Ся Хуэй — Линцзы
- Хэ Бинь[кит.] — Ляо Шоуи
- Вон Чхинхо — Чжао Хайшань
- Хун Лю[кит.] — Сюй Ли
- Вон Чун[кит.] — подручный Вэньбиня
- Ван Гуанъюй — Лю Сун
- Лю Ган[кит.] — Линь Динъу
- Чжэн Лэй — подручный Вэньбиня
- Чэнь Син — подручный Вэньбиня
- Цзинь Цзюнь — Лао Лю
- Ли Юньчжун[кит.] — советник Фэн
- Цю Юймин — Сяо Бао
- Чжао Сюн — старый Цзинь
- Лань Вэйле — хозяин казино
- Пань Айлунь — работница фабрики
- Е Баоцинь — работница фабрики
- Го Бэй — работница фабрики
- Го И — работница фабрики

## Съёмочная группа
- Компания: Shaw Brothers
- Продюсер: Шао Жэньмэй[англ.]
- Режиссёр: Чжан Чэ
- Сценарист: Цю Ганцзянь[кит.]
- Ассистент режиссёра: Ли Готян
- Постановка боевых сцен: Тан Цзя[кит.], Юань Сянжэнь[англ.]
- Художник: Джонсон Цао
- Монтажёр: Го Тинхун
- Грим: Фан Юань
- Оператор: Гун Мудо
- Композитор: Чэнь Юнъюй[англ.]